# NGC 3311
| Galáxia elíptica NGC 3311 |                                                                           |
|                           |                                                                           |
| Dados do catálogo:        |                                                                           |
| Classificação do objeto:  | E                                                                         |
| Brilho superficial        | 13,4                                                                      |
| Massa (Sol=1)             | ----                                                                      |
| Outras denominações:      | MCG-04-25-036, ESO 501-G038, h 3281, GC 2160, AM 1034-271, PGC 31478, etc |

NGC 3311 é uma galáxia elíptica situada na direção da constelação da Hidra. Possui uma magnitude aparente de 11,6, uma declinação de -27º 31' 43" e uma ascensão reta de 10 horas, 36 minutos e 42,9 segundos.